# Paul Warmack and His Gully Jumpers
Paul Warmack and His Gully Jumpers, auch einfach als Gully Jumpers bekannt, waren eine US-amerikanische Stringband. Sie gehörten zu den ersten Mitgliedern der Grand Ole Opry.

## Geschichte
Bandleiter Paul Warmack wurde am 16. August 1889 in Whites Creek, Tennessee, geboren und wuchs in Goodlettesville auf. Dort eröffnete er 1921 eine Autowerkstatt. Musik war für Warmack zu dieser Zeit nur ein Hobby, denn in seiner Freizeit spielte er aktuelle Hits auf seiner Mandoline oder Gitarre. Vorher hatte Warmack, dessen Tenor laut Richard Carlen der eines Irish tenor glich, keine öffentlichen Auftritte bestritten.
Sein erster Auftritt kam im Mai 1927 auf dem Radiosender WSM in Nashville. Der Sender hatte zur damaligen Zeit Samstagabends ein neues Format, eine sog. Barn Dance Show, die Grand Ole Opry hieß. Warmack gründete zusammen mit Bert Hutcheson, Charles Arrington und William Roy Hardison die Band Paul Warmack and His Barn Dance Orchestra, mit der er am Abend des 30. Juni 1927 seinen ersten Auftritt in der Opry absolvierte. Schnell wurden sie zu Publikumslieblingen und hatten regelmäßig Auftritte in der Show. Im Dezember 1927 nannte man sich auf Vorschlag des Managers George D. Hay in Paul Warmack and His Gully Jumpers um - Hay gab den Stringbands seiner Show oft ländlich klingendere Namen, um mehr Authentizität zu erzeugen. Neben den Samstagabendlichen Shows hatten Warmack und Hutcherson als Duo auch jeden Morgen eine Show auf WSM, die sie als Early Birds bekannt werden ließ.
Im September 1928 kam es für Warmack und die Gully Jumpers zu einer ersten Aufnahmesession für Victor Records in Nashville, von der jedoch keine Titel veröffentlicht wurden. Erst am 1. Oktober konnte die Single Tennessee Waltz / The Little Red Caboose Behind the Train produziert werden, gefolgt von Robertson County / Stone Rag zwei Tage später. Der Stone Rag war von Fiddler Oscar Stone geschrieben worden, der Mitglied in Dr. Humphrey Bates’ Possum Hunters war, die ebenfalls in der Opry auftraten. Diese Stücke der Gully Jumpers waren die ersten Aufnahmen aus Nashville, das ungefähr 20 Jahre später zum „Mekka der Country-Musik“ werden sollte.
Weitere Plattenaufnahmen sollten jedoch nicht folgen. Die Band beschränke sich auf die Auftritte in der Opry, der sie bis in die frühen 1960er-Jahre Treu blieben. Nachdem Warmack und Arrington bereits gestorben waren, halfen andere Opry-Musiker wie Sid Harkreader und Kirk McGee aus. In den 1960er-Jahren trennten sich die Gully Jumpers jedoch endgültig. Gitarrist Bert Hutcheson gilt als einflussreicher Musiker innerhalb Nashvilles. Neben Gitarrenstunden und Auftritten als Solist wurde er von Sam McGee und Mother Maybelle Carter als Einfluss genannt.

## Diskografie
| Jahr                  | Titel                                                                                             | #                     | Anmerkungen           |
| Veröffentlichte Titel | Veröffentlichte Titel                                                                             | Veröffentlichte Titel | Veröffentlichte Titel |
| --------------------- | ------------------------------------------------------------------------------------------------- | --------------------- | --------------------- |
| Victor Records        |                                                                                                   |                       |                       |
|                       | Robertson County / Stone Rag                                                                      | V-40009               |                       |
|                       | Tennessee Waltz / The Little Red Caboose Behind the Train                                         | V-40067               |                       |
| Sonstige Aufnahmen    |                                                                                                   |                       |                       |
| 1928                  | - Put My Little Shoes Away - I’m a Little Dutchman - Hell Broke Loose in Georgia - New Five Cents | Victor                | unveröffentlicht      |